# Phụng Hiền
Phụng Hiền (tiếng Trung: 奉贤区, Hán Việt: Phụng Hiền khu) là một quận của thành phố trực thuộc trung ương Thượng Hải, Cộng hòa Nhân dân Trung Hoa. Đây là một quận ngoại thành thành của Thượng Hải. Quận này có diện tích 687,39 km2, dân số năm theo điều tra dân số năm 2000 là 624.300 người.